# Idriss Mahamat Ouya
Mahamat Idriss Ouya (en arabe : محمد إدريس), de son vrai nom  Koundja Ouya né le 17 juillet 1942 à Fort-Lamy (aujourd'hui N'Djaména) et mort le 3 octobre 1987, est un athlète tchadien, spécialiste du saut en hauteur.

## Biographie
Il concourt sous les couleurs de la France avant l'indépendance du Tchad. Il remporte deux titres de champion de France du saut en hauteur, en 1960 et 1961. Il améliore par ailleurs à deux reprises le record de France, le portant à 2,09 m en 1960, et à 2,10 m en 1961. Il se classe douzième des Jeux olympiques de 1960, à Rome.
Il est médaillé d'or du saut en hauteur lors des Jeux de la Communauté de Tananarive en 1960 et médaillé d'argent aux Jeux de l'Amitié de 1963 à Dakar.
En 1964, il fait partie de la délégation du Tchad qui participe aux Jeux olympiques de Tokyo. Il se classe neuvième de la finale du saut en hauteur, en franchissant 2,09 m.
Son record personnel, établi en 1966, est de 2,17 m.

### Palmarès
- Championnats de France d'athlétisme :
  - vainqueur du saut en hauteur en 1960 et 1961.

### Records
| Épreuve         | Performance | Lieu | Date |
| --------------- | ----------- | ---- | ---- |
| Saut en hauteur | 2,17 m      |      | 1966 |